# Steenhoutbos
Het Steenhoutbos is een natuurgebied in de Vlaams-Brabantse plaatsen Oetingen en  Vollezele, deelgemeenten van Pajottegem. De ingang ligt aan de Bergstraat te Oetingen.

## Geschiedenis
Dit bos behoorde tot het domein van het Kasteel van Steenhout maar in 2008 werd een groot deel van het bos (15 ha) aangekocht door het Agentschap voor Natuur en Bos. Er werd een nieuw wandelpad aangelegd.

## Natuur
In het voorjaar vindt men hier veel wilde hyacinten en wilde narcissen. Er ligt een historische beukendreef en er zijn bronnen in het bos, dat deels op steile hellingen ligt.
Hier leven onder meer de ree, de houtsnip en de iepenpage.